# 建光 (东汉)
建光（元年：121年七月 - 末年：122年三月）是东汉安帝刘祜的第四个年号。汉朝使用这个年号时间共计9个月。建光二年三月改元为延光元年。

## 纪年
| 建光 | 元年  | 二年  |
| ---- | ----- | ----- |
| 公元 | 121年 | 122年 |
| 干支 | 辛酉  | 壬戌  |

## 参看
- 中国年号列表
- 其他时期使用的建光年号

| 前一年號： 永宁 | 中国年号 | 下一年號： 延光 |